# Neocompsa pysma
Neocompsa pysma är en skalbaggsart som beskrevs av Martins 1970. Neocompsa pysma ingår i släktet Neocompsa och familjen långhorningar. Inga underarter finns listade i Catalogue of Life.